# آرنیو
آرنیو (به فرانسوی: Aregno) یک کمون در فرانسه است که در کرس شمالی واقع شده‌است. آرنیو ۹٫۳ کیلومتر مربع مساحت دارد ۲۱۰ متر بالاتر از سطح دریا واقع شده‌است.